# Resolute desk
Resolute desk er skrivebordet der bruges af USA's præsident.
Skrivebordet var en gave fra dronning Victoria af England til Rutherford B. Hayes i 1880. Det er lavet af tømmer fra det britiske skib HMS Resolute. Alle præsidenter efter Hayes har brugt skrivebordet bortset fra Lyndon B. Johnson,
Richard Nixon og Gerald Ford. Præsident George H. W. Bush flyttede skrivebordet fra oval office til Treaty Room i Executive Residence, men præsident Bill Clinton flyttede skrivebordet tilbage til det ovale kontor.

## En gave fra dronning Victoria
HMS Resolute var et af skibene som under Edward Belcher blev udsendt i starten af 1800-tallet for at søge efter den kendte engelske opdagelsesrejsende sir John Franklin, som ledte efter Nordvestpassagen til Asien.